# كيني الكسندر
كيني الكسندر (بالإنجليزية: Kenneth Cooper Alexander)‏ هو سياسي أمريكي، ولد في 17 أكتوبر 1966 في نورفولك في الولايات المتحدة. حزبياً، نشط في الحزب الديمقراطي. وقد انتخب عضو مجلس ولاية فرجينيا.

## وصلات خارجية
- الموقع الرسمي